# Vicente Guerrero (Mexicali)
Vicente Guerrero, bekannt auch als Los Algodones, ist ein Ort in der Gemeinde (municipio) Mexicali im mexikanischen Bundesstaat Baja California am Río Colorado. Los Algodones hat 4157 Einwohner und liegt im äußersten Nordosten des Bundesstaats Baja California an der Grenze zu Kalifornien und Arizona. In der Stadt, die nördlichste von ganz Mexiko, gibt es ca. 200 Zahnärzte, weil viele US-Amerikaner nach Mexiko kommen, da die Zahnbehandlung in Mexiko billiger ist.
Nach der Stadt sind die Algodones-Dünen benannt, die sich von hier nach Norden erstrecken und in Kalifornien ein beliebtes Gelände für Off-Road-Fahrzeuge sind.